# Heliotropium prostratum
Heliotropium prostratum är en strävbladig växtart som beskrevs av Robert Brown. Heliotropium prostratum ingår i Heliotropsläktet som ingår i familjen strävbladiga växter. Inga underarter finns listade i Catalogue of Life.